# Besjai Palangon
Besjai Palangon (Tadzjieks: Бешаи палангон, "Tijgerdal"), ook bekend als Tigrovaja Balka (Russisch: Тигровая балка)  is een natuurreservaat gelegen tussen en bij de samenvloeiing van de rivieren Vachsj en Pandzj in het zuidwesten van Tadzjikistan tegen de grens met Afghanistan. Het park ligt in de provincie Chatlon. Het park heeft sinds 1938 de status van staatsnatuurreservaat, overeenkomstig de IUCN categorie Ia. Het reservaat is ook een Important Bird Area en werd in 2023 erkend als UNESCO werelderfgoed.
Het natuurreservaat Besjai Palangon is 497,86 km² groot. Het omvat niet enkel 241 km² oppervlakte aan tugai-laaglandbossen, maar ook steppe- en halfwoestijngebieden. De bossen van het reservaat, zanderige en zoute halfwoestijnen, semi-savannes en verschillende wetlands volgen de veranderingen in het hydrologische regime. Er zijn verschillende habitats in het reservaat: tugay-rivierbossen, zoetwaterlichamen en moerassen, halfwoestijnen, takirs (zoutvlaktes) en solonchaks.
Besjai Palangon wordt beheerd door het Staatscomité voor Milieubescherming en opereert sinds 2014 conform de wet "inzake speciaal beschermde natuurgebieden" van 27 november 2014. De bescherming van het reservaat valt onder de verantwoordelijkheid van een speciale inspectiedienst, bestaande uit 30 rangers en 5 senior rangers, die dagelijkse rondes en nachtpatrouilles uitvoeren. Landbouw, veeteelt en andere economische activiteiten zijn ten strengste verboden binnen de grenzen van het reservaat. De integriteit van het natuurgebied wordt mee bepaald door de oeverdynamiek van de rivieren Vachsj en Pandzj, waarbij de Vachsj de belangrijkste is, maar ook de meest gewijzigde door de bouw van acht dammen. Deze dammen veranderen de dynamiek van de interseizoensgebonden en jaarlijkse stroming, waardoor de overstromingen waarvan de ecosystemen van oevertugay afhankelijk zijn, worden verminderd. Alleen het gedeelte langs de Pandzj staat nog onder invloed van de natuurlijke oeverdynamiek, maar die oeverbossen zijn van beperkte omvang. De waterbalans wordt nu deels ondersteund door irrigatiesystemen, maar die vergen aandacht en actie. De rivieren Vachsj en Pandzj die het park begrenzen wordt na hun samenvloeiing de Amu Darja, de grootste rivier in Centraal-Azië, die naar het Aralmeer stroomt.
De flora omvat waterbestendige en thermofiele, zouttolerante bomen en struiken zoals de Aziatische populier of blauwe populier, de dzhida of oleaster en de multiramose tamarix. Dieren in het wild omvatten Bocharaherten, waarvan de populatie in het reservaat meer dan 300 bedraagt, kropgazelles, gestreepte hyena, grijze varaan, Tadzjiekse zwart-met-gouden fazant en vele watervogels, die het grotendeels intacte tugai-ecosysteem completeren. Het gebied was een van de laatste bolwerken van de Kaspische tijger, waarvan de sporen in de zomer van 1954 voor het laatst in het reservaat werden gezien. Bocharaherten waren de hoofdprooi van deze tijgers. Andere grotere soorten van het reservaat zijn goudjakhalzen, moeraskatten, wilde zwijnen, stekelvarkens, de in het reservaat geïntroduceerde beverratten, grijze wolven, rode vossen en in heuvels ook oerials.
Besjai Palangon is door BirdLife International geïdentificeerd als een Important Bird Area (IBA) omdat het een aanzienlijk aantal van de populaties van verschillende vogelsoorten ondersteunt, hetzij als bewoners, hetzij als overwinterende, broedende of passerende migranten. Deze omvatten krooneenden, dwergaalscholvers, sakervalken, meerkoeten, kraanvogels, oosterse holenduiven, gestreepte dwergooruilen, Egyptische nachtzwaluwen, witvleugelspechten, bruinnekraven, koolmezen, woestijnleeuweriken, maquiszangers, Sykes' spotvogels, woestijngrasmussen, saxaulmussen en vale woestijnvinken.
Het reservaat werd in 2023 onder de benaming Tugai-wouden van het natuurreservaat Tigrovaja Balka tijdens de 45e sessie van de Commissie voor het Werelderfgoed die doorging in Riyad uitgeroepen tot UNESCO werelderfgoed en als natuurerfgoed toegevoegd aan de werelderfgoedlijst. De motivatie tot erkenning vermeldt dat "het reservaat uitgebreide oeverecosystemen omvat, de zanderige woestijn Kashka-Kum, de Buritau-piek en het gebergte Hodja-Kaziyon, dit zijn de lage (1.000-1.200 m boven zeeniveau) zuidelijke uitlopers van het Aroktau-gebergte. Het gebied bestaat uit een reeks uiterwaardenterrassen bedekt met alluviale bodems, bestaande uit tugai-rivierwouden met een zeer specifieke biodiversiteit in de vallei. De tugai-wouden in het reservaat vertegenwoordigen het grootste en meest intacte tugai-woud van dit type in Centraal-Azië, en dit is de enige plaats ter wereld waar het Aziatische populieren-tugai-ecosysteem in zijn oorspronkelijke staat is bewaard gebleven over een gebied van deze omvang."  Het is na het nationaal park Pamir de tweede erkende natuurwerelderfgoedsite van de vier werelderfgoedsites van het land.